# ALBA-1
ALBA-1 ist ein Seekabel zur Nachrichtenübertragung zwischen Kuba und Venezuela.
Das Glasfaserkabel wurde 2011 verlegt und 2013 in Betrieb genommen. ALBA-1 ist benannt nach der lateinamerikanischen Bolivarianischen Allianz für Amerika (spanisch: Alianza Bolivariana para los Pueblos de Nuestra América). Es verläuft zwischen La Guaira (Venezuela), Siboney (Kuba) und Ocho Rios (Jamaika).
Es hat eine Bandbreite von 640 Gbit/s und ist das einzige Glasfaserkabel, das die Insel mit dem Rest der Welt verbindet. Das Kabel ist 1.602 Kilometer lang und die Kosten des Projekts betrugen 70 Millionen Dollar.